# Українці Філіппін
Українці Філіппін (тагальська: Ukrainians ng Pilipinas) — особи української національності, що проживають на території Філіппін. Більшість українців, що проживають на Філіппінах перебувають у змішаних шлюбах (чоловік українець, дружина філіппінка та навпаки). 

## Історія
Перші українці потрапили до Філіппін на початку 1990-х років — після розпаду Радянського Союзу та постання незалежної України. 
Українці переважно мешкають у місті Маніла, столиці Філіппін та у Національному столичному регіоні.
2022 року міністр закордонних справ України Дмитро Кулеба повідомив, що Україна відкриє посольство у Манілі.
2022 року посол України на Філіппінах Олександр Нечитайло заявив, що місто Давао готове прийняти біженців з України. Дозвіл надала Сара Дутерте, мер Давао.

## Чисельність
За даними Посольства України в Малайзії (яке донедавна відповідало за відносини з Філіппінами), станом на 2023 рік, на Філіппінах проживало близько 200 українців. Це переважно фахівці, які працювали в різних галузях, студенти, а також ті, хто створив сім'ї з філіппінцями. Історично масової міграції українців на Філіппіни не було. Точних даних про збільшення кількості українців на Філіппінах після 24 лютого 2022 року немає. Ймовірно, деяка кількість українців могла шукати притулку або тимчасового проживання на Філіппінах, але це не були масові хвилі, як у сусідніх з Україною країнах. Філіппіни не є традиційним напрямком для українських біженців через географічну віддаленість та особливості міграційної політики.

## Мова
Більшість українців Філіппін спілкується англійською, частина розуміє тагальську. 

## Представництво
У місті Макаті діє Посольство України в Республіці Філіппіни. З 2024 року Надзвичайним і Повноважним Послом України в Республіці Філіппіни є Федів Юлія Олександрівна.
Важливим кроком для посилення зв'язків між Україною та Філіппінами, а також для підтримки діаспори, стало рішення Президента України Володимира Зеленського у червні 2024 року про відкриття Посольства України в Республіці Філіппіни. Це значно покращить консульську підтримку та сприятиме подальшому розвитку українсько-філіппінських відносин.

## Представники
Ярослав Кошелєв - учасник російсько-української війни, був активним членом української громади на Філіппінах, де жив до війни. Має дружину з Філіппін та син який народився на Філіппінах.